# Verónica López Helfmann
Verónica Juana López Helfmann (6 de abril de 1946) es una periodista chilena.

## Carrera profesional
Estudió periodismo en la Pontificia Universidad Católica de Chile. Ha sido fundadora y directora de varias revistas, entre las que se pueden citar:
- Contigo (1974), Cosas (1976), Semana (Colombia, 1982), MasterClub (1986), Caras (1988), Noticias de la semana (Argentina, 1989), Socios del Hogar de Cristo (1990), «Sábado» de El Mercurio (1998), y Antílope (2012).

Cuando dirigía Caras se convirtió en la primera periodista chilena seleccionada para la beca Nieman Fellow, de la Universidad de Harvard.
Se desempeñó también como directora del noticiario Teletarde, de Canal 13 (1971-1973), agregada cultural de Chile en Washington D. C. (2001-2003), y jefa de Prensa de TVN (2003-2005).

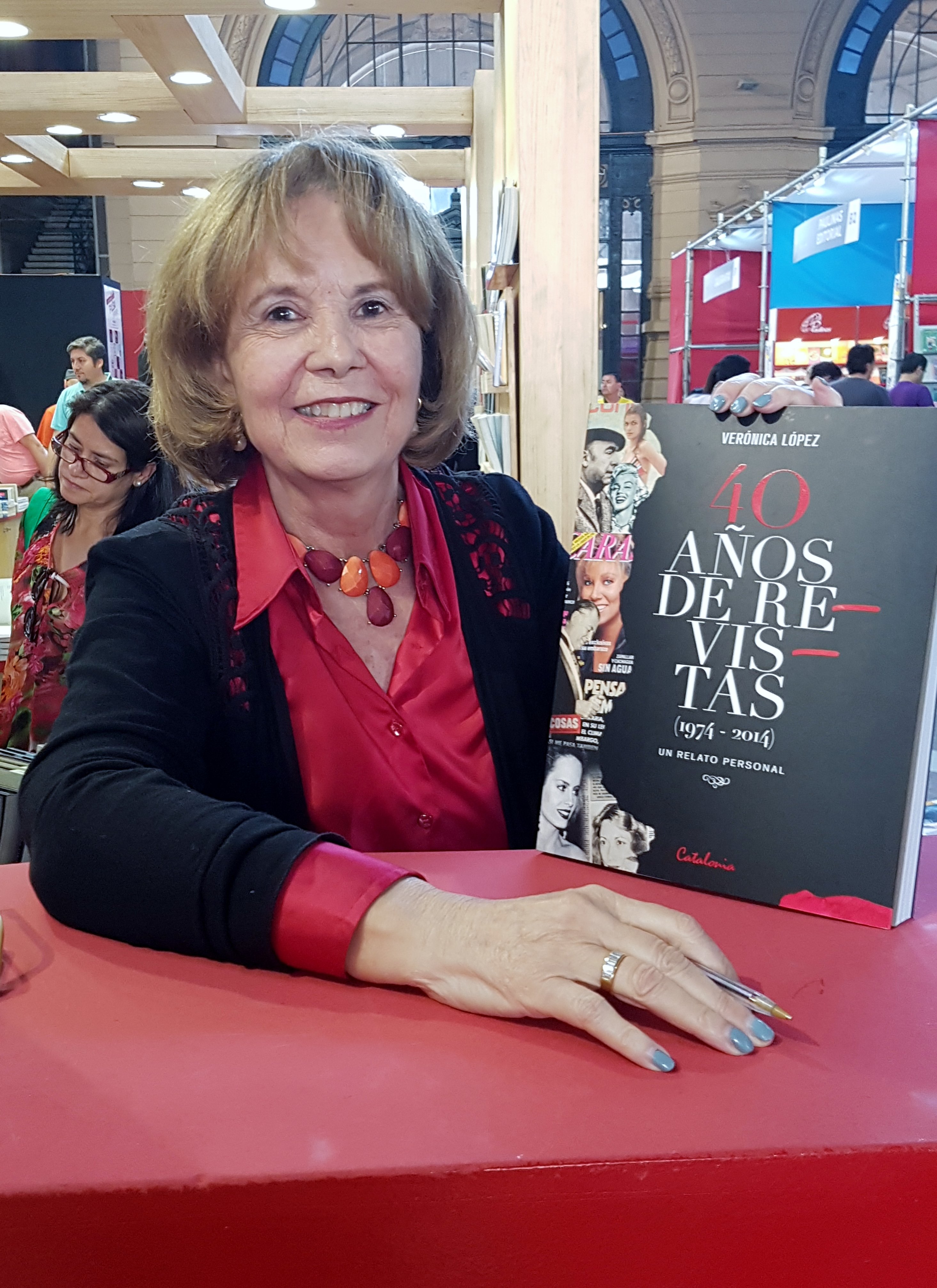
López en la FILSA 2017

López, que desarrolló gran parte de su carrera bajo la dictadura militar, afirma que el periodismo chileno se vio fuertemente marcado por la situación política del país:

A nosotros nos cortaron los dos brazos y una parte del cerebro con lo que ocurrió, así es que no es comparable la forma en que hacemos periodismo con la de los países que no sufrieron dictadura; [...] pienso que nos cuesta más remontar porque de alguna manera el poder económico también influye en no atreverse a contar libremente todo lo que ocurre.
Verónica López, 2017.

En 2017 López —que dice «llevar el periodismo en la sangre»—, publicó unas memorias tituladas 40 años de revistas. Un relato personal, sobre lo cual comentó:

En algún momento había que recopilar también la historia familiar. La revista es un formato amable, que une texto y fotos que hablan, por lo tanto su gráfica es también periodismo, no es un acompañamiento al azar. Y los formatos digitales de hoy hacen exactamente lo mismo, en formato más pequeño y veloz", comentó en una entrevista sobre su libro.
Verónica López, 2017.

Ha recibido importantes premios por su labor, como el Helena Rubinstein (1977) o el Lenka Franulic (1992), entre otros; se ha desempeñado como secretaria general de la Asociación Nacional de Mujeres Periodistas (2015). y profesora de diversos cursos: Introducción al Periodismo (Universidad Católica, 1974; y Alberto Hurtado, 2009), Taller de Revistas (Universidad de Chile, 1989; y Alberto Hurtado, 2011). y Taller de Proyectos Periodísticos, Pontificia Universidad Católica de Chile (2017).
Verónica también ha sido invitada a dar conferencias ante las Ferias del Libro, Escuelas de Periodismo y otros organismos a lo largo del país, y, además, integra varios directorios culturales: Matucana 100, Harvard Club Chile y Bodegón Cultural Los Vilos. También participa, a modo de contribución comunitaria, en la nueva Casa de Menores “Guadalupe Acoge”, y preside la Junta de Vecinos Las Parcelas de Totoralillo, que reúne un vasto territorio de diez kilómetros, de la comuna de Los Vilos, y que enfrenta hoy una devastadora sequía.
En julio de 2021, fue elegida Presidenta de la Asociación Nacional de Mujeres Periodistas de Chile (ANMP) y, además de la labor en el país, le corresponderá organizar, junto a su Directiva, la ponencia chilena para el Congreso Mundial de Periodistas y Escritoras, que se realizará en Roma, en noviembre de 2022.

## Vida personal
Verónica López tiene dos hijos, Gonzalo y Carolina, de su primer marido, el constructor civil Gonzalo Herrera Cruz. Se casó en segundas nupcias con el economista argentino Carlos Montero García y Casals, miembro del equipo fundador del Banco Interamericano de Desarrollo junto a Felipe Herrera.

## Obras
- “Reforma de la Universidad Católica de Chile” (Memoria, 1967).
- “Proyecto de Revista Informativa para los Años 90 (Seminario de Título, Universidad de Chile, 1989).
- 40 años de revistas. Un relato personal, Editorial Catalonia, Santiago, 2017.
- 40 años de revistas. Un relato personal, Editorial Catalonia, Santiago, 2019, 2.ª edición actualizada.

## Premios y reconocimientos
- Premio Helena Rubinstein (1977).
- Beca Nieman Fellow de la Universidad de Harvard.
- Premio Embotelladora Andina (1992).
- Premio Lenka Franulic (1992).
- Premio de Asociación de Periodistas de Televisión (1995).